# Anders Pedersson Kempe
Anders Pedersson Kempe, född 1622 (?,) troligen i Västergötland, död 1689 i Altona nära Hamburg i Tyskland, var en svensk religiös tänkare, översättare, författare, läkare och tidig pacifist som av sin samtid stämplades som spridare av irrläror varför ett flertal av hans böcker förbjöds och brändes. Kempe har inte haft något varaktigt inflytande på historien, men hans samtid ägnade honom stor uppmärksamhet då man ansåg hans idéer farliga. Bland Kempes kätteri fanns åsikten att Kristus aldrig varit en människa av kött och blod. Hans böcker predikade också mot militarism, och fördömde skarpt tidens religionskrig.
Kempes pacifism formades under en karriär som militär. Man vet inte mycket om hans liv fram till dess han 1646 blev artillerist på Frösö skans. Skansens kommendant Matthias Drakenstierna fick stor betydelse för Kempes utveckling. Drakenstierna invigde Kempe i alkemins mysterier, och under sex år fick han vara med i Drakenstiernas laboratorium. Kommendanten väckte även Kempes intresse för medicin. Kempe fortsatte sin militära karriär, och år 1657 var han löjtnant (befordringsår oklart).
De första allvarliga anklagelserna om kätteri kom 1663, då Kempe kallades till förhör i Härnösand. Året efter detta förhör lämnade Kempe landet och kom att söka sig ett nytt liv som läkare. Han bosatte sig aldrig mer i Sverige utan förde en flackande tillvaro över Europa, flera gånger bortkörd och förvisad. Som orsak till sitt avhopp från det militära ville Kempe själv åberopa två upplevelser av mystisk natur, en när han skulle gå till sängs, och en annan ute på slagfältet. Upplevelserna tolkade han som att hans liv borde gå ut på att läka, inte att döda. Det förefaller dock rimligt att anta han på grund av anklagelserna om kätteri fått det svårt att verka i Sverige och i det militära. 
Förhöret i Härnösand riktade sig till stor del in på den tyske svärmaren Paul Felgenhauer, vilket hade sin riktighet. Kempe delade i stort dennes världsbild och syn på religionen, i en tradition från Paracelsus och Valentin Weigel och redan 1664, året efter förhöret, gav Kempe i Amsterdam ut sin första svenska översättning av en av Felgenhauers skrifter. 1669 slog sig Kempe ner i Trondheim, där han arbetade som läkare och även framställde läkemedel i ett eget kemiskt laboratorium. Han fick dock alltmer överhetens ögon på sig även där. Kempe utestängdes från nattvarden, man undersökte hur spridda hans böcker var, och 1674 blev han landsförvisad från Norge. Han tog sig då till Hamburg, och även där var han verksam som läkare och med läkemedelsframställning. 1684 blev han stadsläkare i Buxtehude, men bodde till stor del fortfarande i Hamburg. På grund av Israels glädjerika budskap blev han utvisad från Hamburg. Kempe flyttade då till Altona (numera en del av Hamburg, på den tiden en egen stad) där han dog år 1689.

## Kempes böcker och översättningar
- Perspillicum bellicum. Det ähr: Krigz-Perspektiv, översättning av Paul Felgenhauers bok 1664 (originalet 1652)
- Probatorium theologicum eller Theologischer Proberugn ("Teologisk försöksugn"), översättning av Paul Felgenhauers bok
- Den anatomerade Graanen, 1675. En skrift om hur granen kan användas till läkemedel
- Israels erfreuliche Botschaft ("Israels fröjderika budskap", utgiven på tyska), 1688. Boken handlar om en apokalyptisk paradisvision, där all världens folk efter tidens slut ska samlas i Jerusalem i en gemenskap utan överhet och där judarna, Abrahams barn, har en särskilt viktig roll. Bevis för detta ser han i Gamla Testamentets tidsangivelser samt i olika järtecken. På en handfull webbplatser menas att denna bok är skriven av Felgenhauer, men enligt Ambjörnsson är den Kempes verk.